# فوریت‌های اجتماعی
فوریت‌های اجتماعی شامل خدمات تخصصی به‌موقع و در دسترس است که به صورت شبانه‌روزی و رایگان در بحران‌های فردی، خانوادگی و اجتماعی، پاسخگویی به خط ۱۲۳، خدمات سیار فوریت‌های اجتماعی و پایگاه خدمات اجتماعی ارائه می‌شود. دریافت‌کنندگان این خدمات شامل: خشونت‌دیدگان خانگی (کودک‌آزاری، همسرآزاری، سالمندآزاری و…)، افرادی که قصد خودکشی دارند، دختران و پسران فراری از منزل، زنان و دختران در معرض آسیب یا آسیب‌دیده، مبتلایان به اختلال هویت جنسی، زوجین متقاضی طلاق و افراد در معرض طلاق، کودکان خیابانی و… است.
کنترل و کاهش بحران‌های فردی، خانوادگی و اجتماعی، جایگزینی مداخلات پلیس و قضایی با مداخلات روانشناختی و اجتماعی، پیشگیری از جرم و افزایش توانایی‌های افراد آسیب‌پذیر از اهداف اورژانس اجتماعی است.
تیم حاضر در فوریت‌های اجتماعی از روان‌شناس و مددکار اجتماعی و پزشک و روان‌پزشک تشکیل می‌شود که به فراخور مهارتهایشان به افراد حاضر در محل خدمات ارائه می‌دهند. افراد شاغل در فوریت‌های اجتماعی موظف به شناسایی کانون آسیب‌زا، تقویت مداخلات روانی- اجتماعی، مداخله در بحران‌های فردی، اجتماعی و خانوادگی، توانمندسازی افراد آسیب‌دیده و فراهم‌سازی شرایط منزل جهت بازگشت فرد به خانواده و جامعه هستند.

## اورژانس اجتماعی
برنامه اورژانس اجتماعی در سال ۱۳۷۸ در سازمان بهزیستی کشور آغاز شد و در خرداد ماه ۱۳۹۲ آیین‌نامه آن با عنوان «آئین‌نامه ارائه خدمات فوریت‌های اجتماعی» به تصویب رسید و در بهمن ماه ۱۳۹۲ «مرکز هماهنگی فوریتهای اجتماعی» به عنوان مرکزی مستقل افتتاح شد.
تا سال ۱۳۹۹، ۳۵۸ مرکز اورژانس اجتماعی، با ۲۹۷ خودرو مناسب‌سازی‌شده و ۱۰۲ خودرو سواری استیجاری فعال در کشور فعالیت می‌کند. پایگاه خدمات اجتماعی در مناطق آسیب‌خیز و حاشیه‌شهرها با ۲۳۸ مرکز فعال است.

### فعالیت‌ها
اورژانس اجتماعی شامل چهار فعالیت مرکز مداخله در بحران فردی، خانوادگی و اجتماعی (مرکز مادر اورژانس اجتماعی)، پایگاه خدمات اجتماعی (ایستگاه اورژانس اجتماعی)، خط تلفن اورژانس اجتماعی (۱۲۳) و خدمات سیار اورژانس اجتماعی است که در تمام استان‌های کشور فعالیت دارد.

### مرکز مداخله در بحران فردی، خانوادگی و اجتماعی
این مرکز به‌عنوان محوری‌ترین مرکز اورژانس اجتماعی، دارای ۲ بخش تخصصی و نگهداری موقت است که از سال ۱۳۸۷ در کشور شروع به فعالیت کرد. افراد می‌توانند به صورت خودمعرف یا معرفی از طریق مراجع قضایی، انتظامی و… به مرکز مراجعه کرده و از خدمات این مرکز به صورت رایگان و شبانه‌روزی بهره‌مند شوند.
در این مرکز پس از پذیرش، ارزیابی‌های تخصصی و اجتماعی، روانشناختی، بهداشتی و درمانی، حقوقی توسط تیم تخصصی که متشکل از مسئول مرکز، مددکار اجتماعی، روان‌شناس، روان‌پزشک و مشاور حقوقی است، صورت می‌گیرد. سپس با توجه به ارزیابی‌های صورت گرفته و متناسب با نوع مشکل و نیاز مراجع، نسبت به ارائه خدمات تخصصی به افراد اقدام می‌شود.

#### خدمات مرکز مداخله در بحران فردی خانوادگی و اجتماعی
خدمات تخصصی این مرکز شامل خدمات مددکاری اجتماعی، خدمات روان‌شناسی، روان‌پزشکی، خدمات بهداشتی و درمانی، خدمات حقوقی و خدمات آموزشی و تربیتی است.
زنان و دختران در معرض آسیب و آسیب‌دیده اجتماعی می‌توانند به مدت ۳ روز و حداکثر ۲۰ روز از خدمات نگهداری موقت استفاده کنند که این مدت با تأیید تیم تخصصی مرکز برای یک دوره دیگر قابل تمدید است.

### خط تلفن اورژانس اجتماعی ۱۲۳
افراد با گرفتن شماره ۱۲۳ می‌توانند با کارشناسان متخصص ارتباط تلفنی داشته باشند و مسائل و مشکلات را بیان و خدمات تخصصی دریافت کنند. کارشناسان این خط متشکل از مددکاران اجتماعی و روانشناسان آموزش‌دیده هستند که به صورت شبانه‌روزی نسبت به ارائه خدمات تخصصی به گروه‌های هدف (افراد در معرض آسیب یا آسیب‌دیده اجتماعی) اقدام می‌کنند و در صورت نیاز آنان را جهت مداخلات اجتماعی، روانی و حقوقی به مراکز مداخله در بحران فردی، خانوادگی و اجتماعی و در صورت نیاز به مداخلات در محل (منزل، مدرسه، بیمارستان و…) به واحدهای خدمات اجتماعی سیار ارجاع می‌دهند. ازجمله خدمات دیگری که توسط کارشناسان خط ۱۲۳ ارایه می‌شود، ارجاع تماس گیرندگان به مراکز تابعه سازمان (توانبخشی، پیشگیری و اجتماعی) است.

رئیس اورژانس اجتماعی کشور گفت:

در مورد خط تلفنی ۱۲۳ نیز خود مردم از طریق تماس با این خط مشکلات مختلفی را مطرح می‌کنند که همکاران ما با توجه به نوع موضوع و شدت آن به اشکال مختلف در موضوع وارد می‌شوند، مراکز مداخله در بحران سه سطح دارند این مراکز در استان‌های بزرگ و برخی شهرستان‌ها به صورت شبانه‌روزی و در شهرستان‌های کوچک به صورت روزانه آماده ارائه خدمات به مراجعه‌کنندگان هستند.

### خدمات سیار اورژانس اجتماعی
با توجه به نیاز افراد در معرض آسیب و آسیب دیده اجتماعی به خدمات سازمان بهزیستی و در جهت جلوگیری و رفع مشکلات و آسیب‌های اجتماعی خدمات سیار اورژانس اجتماعی با سه ویژگی خاص «به موقع بودن»، «تخصصی بودن»، «در دسترس بودن»، به‌صورت شبانه‌روزی و رایگان شروع به فعالیت کرد.
گشت فوریت‌های خدمات اجتماعی، گروه ویژه‌ای شامل مددکار اجتماعی و ضابط قضایی (مأمور نیروی انتظامی) است که به‌همراه یک راننده به‌صورت شبانه‌روزی در سطح شهر تهران برای شناسایی و جذب و انتقال جامعهٔ هدف و تحویل آن‌ها با مصلحت‌اندیشی مددکار، فعالیت می‌کند. کارشناسان از طریق گشت‌زنی و جستجو در محدوده استقرار خودرو به شناسایی، جذب و هدایت افراد پرداخته و نسبت به ارایه خدمات تخصصی در محل به آنان اقدام می‌کنند.
کارشناسان این خودروها در صورت تماس از طریق خط ۱۲۳ و اعلام موارد اورژانسی به محل تعیین شده برای پذیرش و ارایه خدمات لازم به افراد مشمول مراجعه می‌کنند. در صورت نیاز به سایر خدمات به مرکز مداخله در بحران فردی، خانوادگی و اجتماعی، ارجاع داده می‌شوند.

در حال حاضر تعداد ۲۹۸ خودرو در کل کشور فعالیت است.
سید مالک حسینی دربارهٔ تمهیدات شهرداری برای افراد بی‌خانمان گفت: ۳۵ واحد گشت فوریت‌های اجتماعی در سه نوبت کاری هشت ساعته در حال فعالیت در سطح مناطق ۲۲ گانه شهر جهت رسیدگی به پیام‌های شهروندان در حوزه آسیب‌های اجتماعی هستند که رسیدگی به پیام‌ها با فوریت یک ساعته در روز و با فوریت نیم ساعته در شب انجام می‌شود.

## پایگاه خدمات اجتماعی
پایگاه‌های خدمات اجتماعی، با هدف توانمندسازی ساکنان سکونت‌گاه‌های غیررسمی و کنترل و کاهش آسیب‌های اجتماعی در این مناطق از سال ۱۳۸۵ شروع به فعالیت کرده‌است. در این پایگاه‌ها گروه‌های هدف برنامه اورژانس اجتماعی شناسایی و پس از ارائه خدمات تخصصی توسط مددکاران اجتماعی و روانشناسان به گروه‌های هدف در محل، در صورت نیاز به خدمات سایر مراکز سازمان بهزیستی به واحدهای مرتبط ارجاع داده می‌شوند.

### اهداف
- شناسایی مسائل و مشکلات گروه‌های هدف
- ارتقای سلامت اجتماعی، کیفیت زندگی و رفاه اجتماعی
- آگاه‌سازی گروه‌های هدف در جهت شناخت نیازها و مشکلات و تلاش در جهت رفع آنها
- آشنایی گروه‌های هدف با منابع موجود
- دسترسی برابر به خدمات اجتماعی
- گسترش روحیهٔ خودباوری و خوداتکایی
- ایجاد زمینه مشارکت مردم و سازمان‌های غیردولتی
- کاهش تصدی‌گری
- کنترل و کاهش آسیب‌های اجتماعی

### سیاست‌های کلی
- فراهم کردن زمینهٔ مشارکت مردم و سازمان‌های غیردولتی
- همکاری و هماهنگی درون بخشی و برون بخشی در ارائه خدمات
- اعتمادسازی در مناطق حساس‌سازی مردم و مسئولان
- بومی سازی برنامه‌ها
- استفاده بهینه از منابع مالی
- توجه به پژوهش‌های کاربردی
- توجه به آموزش[۱۱]

### گروه‌های هدف
- افراد در معرض آسیب اجتماعی یا آسیب‌دیده اجتماعی، شامل زنان و دختران در معرض آسیب و زنان سرپرست خانوار
- زوجین متقاضی طلاق و افراد فاقد مهارت‌های زندگی، کودکان خیابانی، کودکان کار، کودکان بد سرپرست، کودکان بی‌سرپرست، کودکان بازمانده از تحصیل، بچه‌های طلاق، کودکان دارای والدین معتاد
- کلیه کودکان زیر ۶ سال
- افرادی که به نوعی با بحران‌های فردی، خانوادگی و اجتماعی روبه‌رو شده‌اند.[۱۱]

### نیروی انسانی
نیروی انسانی پایگاه شامل حداقل ۱ مددکار اجتماعی و ۱ روان‌شناس است. با توجه به نوع و میزان مداخلات و برحسب نیاز تعداد نیروهای تخصصی می‌تواند افزایش پیدا کند. زمان حضور نیروهای تخصصی متناسب با شرایط و نیاز منطقه در شیفت‌های صبح و عصر یا فقط شیفت صبح است.

### پایگاه خدمات اجتماعی در حاشیه شهرها
رضا جعفری، رئیس اورژانس اجتماعی کشور، در مورد فعالیت پایگاه خدمات اجتماعی در مناطق حاشیه‌ای شهرها گفت:
این پایگاه‌ها در مناطق حاشیه‌ای شهرها و سکونت‌گاه‌های غیررسمی فعال هستند. در این مراکز فعالیت‌ها به صورت اجتماع محور دنبال می‌شود و کارشناسان سعی می‌کنند با ارتباط با افراد، آسیب‌های اجتماعی را شناسایی کنند و نقش حمایتی دارند.

وی افزود: توسعه پایگاه‌های خدمات اجتماعی به این منظور در دست اقدام است که در حاشیه شهرها دنبال خواهد شد و حدود ۷۰ پایگاه پیش‌بینی شده‌است.

## گشت فوریت‌های خدمات اجتماعی
گشت فوریت‌های خدمات اجتماعی، گروه ویژه‌ای شامل مددکار اجتماعی و ضابط قضایی (مأمور نیروی انتظامی) است که به‌همراه یک راننده به‌صورت شبانه‌روزی در سطح شهر تهران برای شناسایی و جذب و انتقال جامعهٔ هدف و تحویل آن‌ها با مصلحت‌اندیشی مددکار، فعالیت می‌کند.

وضعیت نامناسب اجتماعی که از جملهٔ آن‌ها می‌شود به بیکاری، فقر، بی‌عدالتی، ضعف شخصیت فردی، مهاجرت بی‌برنامه و… اشاره کرد، سبب بروز آسیب‌های اجتماعی مانند تکدی‌گری و بی‌خانمانی در شهر تهران شده‌است. این آسیب‌ها امنیت اجتماعی شهروندان را تهدید می‌کند. در پیِ اختلالِ امنیت، معاونت اجتماعی و فرهنگی شهرداری تهران و معاونت‌های متناظر با همکاری نهادهایی ازجمله بهزیستی و نیروی انتظامی و سازمان رفاه و خدمات و نیز مشارکت‌های اجتماعی بر آن شدند تا در سطح مناطق ۲۲ گانه با راه‌اندازی خدمات اجتماعی، وضعیت افراد آسیب‌دیده را سامان دهند.

فوریت‌های اجتماعی، خدماتی را شامل می‌شود که هنگام نیاز به‌صورت رایگان و شبانه‌روزی در دسترس همگان قرار می‌گیرد و آسیب‌دیدگان کسانی هستند که خدمات را دریافت می‌کنند؛ مانند متکدی‌ها، معتادهای خیابانی، بی‌خانمان‌ها، درراه‌مانده‌ها، خانواده‌های بی‌سرپناه و کودکان آسیب‌دیدهٔ اجتماعی. افراد شاغل در فوریت‌های اجتماعی، کانون آسیب‌زا را می‌یابند و با شناسایی، جذب و انتقال مددجویان، بازگشت ایشان به جامعه را میسر می‌کنند.

### هویت حقوقی و ساختاری

#### قوانین، آیین‌نامه یا دستورالعمل منجر به تشکیل نهاد
طرح سامان‌دهی متکدیان و افراد بی‌خانمان با استناد به مصوب شورای عالی اداری به‌شمارهٔ ۶۰۴/۷۰ مورخ ۲۵خرداد۱۳۷۸ و در پی نقش و وظایف دستگاه‌های عمومی و دولتی و نحوهٔ مشارکت و همکاری آن‌ها و بر اساس بند ۵ ماده ۵۵ قانون شهرداری‌ها مصوب سال۱۳۷۱، به مرحلهٔ اجرا درآمد و همچنین شهرداری تهران بر اساس ماده ۶- بند ۳ مصوبهٔ هیئت‌وزیران مورخه ۲۶تیر۱۳۸۴ می‌بایست در خصوص سامان‌دهی کودکان کار و خیابانی با سایر سازمان‌ها همکاری لازم را به عمل می‌آورد.

شهرداری تهران نیز با ایجاد و راه‌اندازی مراکز نگهداری موقت آسیب‌دیدگان اجتماعی (سامان‌سراها و مددسراهای منطقه‌ای) طبق تبصره ذیل ماده ۲ مصوبه مذکور نسبت به شناسایی، جذب و انتقال به مراکز پذیرش و ارجاع (غربالگری)، نگهداری موقت، تعیین‌تکلیف و ارجاع افراد موضوع بحث به سایر دستگاه‌های ذی‌ربط اقدام نموده‌است.

همچنین شهرداری تهران به‌عنوان یک نهاد عمومی و با نقش محوری در طرح سامان‌دهی متکدیان و بی‌خانمان‌ها بر آن است تا با تکیهٔ کاهش تصدی‌گری خود، اعمال نظارت، برنامه‌ریزی، حمایت‌های مالی و معنوی و ارتقای سطح کیفی و کمی خدمات، اقدام به واگذاری گشت‌های فوریت خدمات اجتماعی به بخش غیردولتی نماید.

#### ساختار و تشکیلات
مرتبه‌بندی نهاد گشت فوریت‌های خدمات اجتماعی به این صورت است: شهرداری تهران؛ معاونت اجتماعی شهرداری تهران؛ سازمان رفاه، خدمات و مشارکت‌های اجتماعی؛ معاونت حمایت‌های سازمان رفاه، خدمات و مشارکت‌های اجتماعی؛ ادارهٔ گشت فوریت‌های خدمات اجتماعی.
آسیب‌ها یکی از گستره‌هایی است که «سازمان رفاه، خدمات و مشارکت‌های اجتماعی» در رابطه با آن فعالیت می‌کند. معاونت حمایت اجتماعی، آسیب‌ها را پی‌گیری می‌کند و یکی از زیرمجموعه‌های این معاونت، گشت‌های شناسایی و جذب افراد آسیب‌دیده یا در معرض آسیب، خانواده‌های بی‌سرپناه، کارتن‌خواب‌ها، دختران فراری و این‌هاست. گاهی اوقات ممکن است موضوع معتادین هم پیش آید. این فعالیت‌ها دوره‌ای هستند و در واقع با توجه به یک طرح، طرحِ ویژهٔ آن نیز اجرا می‌شود. ولی فعالیتی که گشت‌ها دائماً انجامش می‌دهند شناسایی و جذب افراد بی‌خانمان و کارتن‌خواب است.

گشت فوریت‌های خدمات اجتماعی از سه واحد با نام‌های واحد نظارت و برنامه‌ریزی سازمانی، واحد ستادی پیمانکار، واحد اجرایی گشت (مددکار، راننده، مأمور انتظامی) تشکیل شده‌است.
- واحد نظارت و برنامه‌ریزی سازمانی

وظایف واحد نظارت و برنامه‌ریزی سازمانی توسط کارفرما تعیین و به پیمانکار معرفی می‌شود. این وظایف عبارت‌اند از:

الف. برنامه‌ریزی برای اجرای گشت در سطح مناطق تعیین‌شده

ب. نظارت، ارزیابی و دریافت عملکرد واحدهای گشت

ج. بررسی، تأیید یا ردّ صورت وضعیت‌های ارائه‌شده بر اساس تعهدهای پیمانکار و اعمال جرائم پیش‌بینی‌شده برابر مفاد قرارداد

د. ابلاغ دستورالعمل‌ها و توصیه‌های لازم به تشخیص واحد در طول اجرای طرح مبتنی بر مفاد قرارداد

ه. اعلام نظر در خصوص حُسن انجام کار

و. ارزیابی با توجه به شرح خدمات تنظیم‌شده توسط کارفرما
- واحد ستادی پیمانکار

در واحد ستادی پیمانکار یک نفر مدیر اجرایی، یک نفر کارشناس آمار و مستندات و سه نفر سرشیفت اجرایی و یک نفر نمایندهٔ اداری و مالی فعالیت می‌کنند. ساختار این واحد توسط پیمانکار ایجاد می‌شود و وظایف هر کدام به‌شرح زیر است:

وظایف مدیر اجرایی پیمانکار:

الف. پیگیری مکاتبات، دستورالعمل‌ها و مصوبات ابلاغی کارفرما

ب. نظارت اجرایی بر عملکرد سرشیفت‌های فعال و مددکاران مؤسسهٔ مربوطه

ج. تعامل با مسئولین واحدهای تابعهٔ ادارهٔ سامان‌دهی و انجام مأموریت‌های محوله

د. تنظیم شیفت‌های اجرایی با همفکری سرشیفت‌های مربوطه و ارائه به کارفرما، برای دریافت تأییدیهٔ نهایی اجرایی

ه. شرکت در جلسات پایش، نظارت و ارزیابی اعلامی کارفرما

ز. پیگیری امور اداری و اجرایی گشت‌های فوریتی

ح. ارائهٔ گزارش‌های روزانه، هفتگی و ماهانه به کارفرما

وظایف کارشناس آمار و مستندات:

الف. جمع‌آوری، دسته‌بندی و ارائهٔ گزارش‌های روزانه، هفتگی، ماهیانه و سالیانه

ب. تهیهٔ مستندات لازم برای ارائه به کارفرما

ج. ارائهٔ گزارش‌های موردی بسته به نیاز

وظایف سرشیفت اجرایی

الف. مشارکت در تنظیم فعالیت گشت‌های فوریتی به‌صورت ماهانه و ارائه به مدیر اجرایی مؤسسهٔ مربوطه

ب. اعزام گشت‌های فوریتی در شیفت‌های سه‌گانه

ج. نظارت بر عملکرد گشت‌های فوریتی در شیفت‌های سه‌گانه

د. احصاء و ارائهٔ گزارش‌های صورت‌جلسه‌ها و فرم‌های اجرایی گشت‌های فوریتی در شیفت‌های سه‌گانه و ارائه به مدیر اجرایی مؤسسهٔ مربوطه

ه. تعامل با مسئولین واحدهای تابعهٔ ادارهٔ سامان‌دهی و انجام مأموریت‌های محوله

و. شرکت در جلسات پایش، نظارت و ارزیابی اعلامی کارفرما

ز. ارائهٔ گزارش‌های روزانه، هفتگی و ماهانه به مدیر اجرایی طرح

وظایف نمایندهٔ اداری و مالی:

الف. پیگیری وضعیت انعقاد قرارداد پرسنل اجرایی گشت با پیمانکار

ب. رسیدگی به امور اداری‌پرسنلی، پیگیری امور رفاهی، خدمات بیمه‌ای و درمانی پرسنل اجرایی گشت‌های فوریتی

ج. تشکیل پروندهٔ ویژهٔ پرسنل اجرایی گشت‌های فوریتی (مددکار و راننده) مطابق با فرمت اعلامی کارفرما و ارائه به کارفرما

د. ارائهٔ تصویر لیست بیمهٔ پرسنل، فیش حقوقی، مستندات خدمات بیمه‌ای و درمانی و نسخه‌ای از قرارداد منعقده با پرسنل اجرایی گشت‌های فوریتی

ه. معرفی پرسنل و متقاضیان در گشت‌های فوریتی به کارفرما

و. تعامل با سرشیفت‌های اجرایی طرح برای دریافت عملکرد پرسنل اجرایی گشت‌های فوریتی

ز. محاسبهٔ صورت وضعیت ارائهٔ خدمات مؤسسهٔ مربوطه برای ارائه به کارفرما، پیگیری وصول مطالبه‌ها از معاونت مالی و اداری کارفرما

ح. محاسبهٔ حقوق و دستمزد پرسنل اجرایی گشت‌های فوریتی به‌صورت ماهانه و ارائه به کارفرما، پیگیری وصول مطالبه‌های مالی پرسنل اجرایی و مؤسسهٔ مربوطه
- واحد اجرایی گشت

این واحد متشکل از یک نفر کارشناس فوریت خدمات اجتماعی، یک نفر ضابط قضایی (مأمور نیروی انتظامی) و یک نفر راننده و یک دستگاه خودروی مناسب است که به‌منظور شناسایی و انتقال آسیب‌دیدگان اجتماعی به مراکز پیش‌بینی‌شده و سازمان‌های ذیربط اقدام می‌نمایند.

مسئولیت هر واحد گشت به‌عهدهٔ کارشناس فوریت خدمات اجتماعی است.

رئوس فعالیت واحد اجرایی گشت به این قرار است:

الف. شناسایی و انتقال افراد جامعهٔ هدف از طریق واحد گشت به مراکز پیش‌بینی‌شده و سازمان‌های ذی‌ربط

ب. تعیین‌تکلیف افراد شناسایی و انتقال‌داده‌شده به‌لحاظ ارجاع و پذیرش در مراکز ذی‌ربط

تعهدهای پیمانکار

الف. اجرای دستورالعمل‌های ابلاغی از سوی واحد نظارت در طول اجرای طرح

ب. ارتقای سطح کیفی خدمات

ج. آموزش برای پرسنل پیمانکار

د. رعایت اصول و ارزش‌های حرفه‌ای

ه. شناخت مسائل و مشکلات آسیب‌دیدگان اجتماعی

و. تعامل با مراکز پذیرش و ارجاع (غربالگری)، سامان‌سراها و مددسراها برای هماهنگی در انتقال و پذیرش مددجویان جامعهٔ هدف

ز. تعامل با نهادها و سازمان‌های ذی‌ربط در خصوص مددجویان جامعهٔ هدف با هماهنگی واحد نظارت

ح. ارسال به‌موقع گزارش عملکرد و آمار به واحد نظارت

ط. بررسی و اعلام مسائل و مشکلات، نقاط ضعف و قوت واحد گشت به واحد نظارت

ی. شرکت در دوره‌های آموزشی پیش‌بینی‌شده از سوی کارفرما

ک. نظارت بر استفادهٔ صحیح از وسایل و ملزومات تحت‌اختیار

ل. شناسایی مناطق آسیب‌خیز و اعلام آن به واحد نظارت

م. همکاری با واحد مدیریت پیام کارفرما

ن. هماهنگی با یگان حفاظت سازمان خدمات اجتماعی در خصوص تأمین پرسنل نیروی انتظامی

س. تأمین خودروی مناسب، طبق دستورالعمل برای واحدهای گشت فوریت خدمات اجتماعی

ع. اعلام وصول و پاسخگویی به کلیهٔ مکاتبات کارفرما

ف. سایر امور محوله

وظایف عمومی واحد گشت فوریت خدمات اجتماعی به این شرح است:

الف. مراجعه به مسیرهای اعلام‌شده از سوی واحد نظارت و برنامه‌ریزی، سامانهٔ مدیریت پیام کارفرما و…

ب. شناسایی، جذب و انتقال صحیح افراد جامعهٔ هدف

ج. حفظ شأن و منزلت انسانی افراد جامعهٔ هدف

د. شناسایی اماکن تجمع آسیب‌دیدگان اجتماعی (آسیب‌شناسی)

وظایفی که از عهدهٔ کارشناس فوریت خدمات اجتماعی برمی‌آید، به قرار زیر است:

الف. شناسایی و انتقال افراد جامعهٔ هدف بر اساس مشاهدات و گزارش‌های ارسالی از واحد نظارت، سامانهٔ مدیریت پیام و…

ب. برقراری ارتباط حرفه‌ای با افراد جامعهٔ هدف

ج. انجام مصاحبه و ارزیابی اولیه و تکمیل فرم مربوط به مرجع قضایی و سایر فرم‌ها

د. نظارت بر فعالیت واحد گشت

ه. پیگیری امور وضعیت مددجویان جامعهٔ هدف در حین گشت (شناسایی منزل، شناسایی خانواده و…)

و. هماهنگی با سایر واحدهای ذی‌ربط برای تحویل و ارجاع افراد جامعهٔ هدف

ز. انتقال مددجویان جامعهٔ هدف به مراکز پذیرش و ارجاع (مراکز غربالگری)

ح. تنظیم گزارش عملکرد هر شیفت

ط. هماهنگی با پلیس ۱۱۰، اورژانس تهران ۱۱۵، اورژانس اجتماعی ۱۲۳ و…، پس از هماهنگی با سامانهٔ مدیریت پیام کارفرما

ی. شرکت در دوره‌های آموزشی

ک. سایر امور محوله

نحوهٔ اجرای فرایند شناسایی، جذب و انتقال افراد جامعهٔ هدف:

الف. گشت‌زنی در مناطقی که توسط کارفرما تعیین شده‌است. (چهارراه‌ها، خیابان‌های اصلی، میادین، بازارها و بازارچه‌ها، اماکن سیاحتی و زیارتی و…)

ب. مسیرهای مأموریتی توسط واحد نظارت تعیین و به پیمانکار ابلاغ می‌گردد.

ج. در صورت مشاهدهٔ افراد جامعهٔ هدف، کارشناس فوریت خدمات اجتماعی ضمن برقراری ارتباط حرفه‌ای، ارائهٔ توضیح‌های لازم و پس از بررسی اولیهٔ اوضاع، افراد را به خودروی گشت هدایت می‌کند. در صورت همکاری‌نکردن، مأمور نیروی انتظامی مداخلهٔ لازم در این خصوص را انجام می‌دهد.

د. در صورتی که افراد جامعهٔ هدفِ مشاهده‌شده، نیاز به خدمات اورژانس پزشکی داشته باشد، کارشناس گشت موظف است به اورژانس تهران (۱۱۵) برای اقدام‌های بعدی اطلاع دهد.

ه. پس از هدایت فرد یا افراد به داخل خودروی گشت، فرم مربوط به مرجع قضایی در سه نسخه توسط کارشناس تکمیل می‌گردد و به تأیید ضابط قضایی (مأمور نیروی انتظامی) نیز می‌رسد.

و. مصاحبهٔ اولیه و دریافت اطلاعات نیاز بر اساس فرم‌های مربوطه توسط کارشناس گشت انجام می‌گیرد.

ز. در صورتی که فرد جامعهٔ هدف پیش از جمع‌آوری درگذشته باشد، کارشناس گشت موظف است در خصوص اطلاع‌رسانی به پلیس ۱۱۰ و واحد مدیریت پیام کارفرما، اقدام کند و تا زمان حضور واحد ۱۱۰ در محل باشد.

ح. در صورتی که فردی از جامعهٔ هدف پس از جمع‌آوری در داخل خودرو از دنیا برود، کارشناس گشت موظف است خودروی گشت را متوقف کند و با پلیس ۱۱۰ و واحد مدیریت پیام کارفرما تماس گیرد.

ط. در صورتی که بعد از رسیدن گشت به مراکز تابعه مددجو از دنیا برود، صورت‌جلسه‌ای بین کارشناس گشت و ضابط قضایی (مأمور نیروی انتظامی)، مسئول بهداشت و درمان مرکز نگه‌داری، مدیر کشیک یا مسئول پذیرش و ترخیص مرکز تنظیم شده و مددجوی درگذشته به مدیر کشیک مرکز تحویل داده می‌شود.

ی. کارشناس گشت پس از ارزیابی اولیه، افراد جامعهٔ هدف را به مراکز پذیرش و ارجاع و مراکز مربوطه تحویل می‌دهد.
ک. کارشناس گشت لازم است عملکرد گشت را در سه نسخه تکمیل کند. (یک نسخه برای گزارش به واحد کارفرما، یک نسخه به سامانهٔ مدیریت پیام کارفرما و یک نسخه به پیمانکار)

ل. در صورت وقوع هر حادثه‌ای برای مددجویان، واحد گشت و شخص ثالث، ضروری است گزارش مربوطه طبق صورت‌جلسه‌ای به امضای کارشناس گشت و ضابط قضایی (مأمور نیروی انتظامی) رسیده و رونوشت آن به پیمانکار، واحد نظارت و یک نسخه برای درج در پروندهٔ مددجو یا پرسنل ارائه شود.

م. واحد گشت همهٔ حوادث پیش‌آمده مانند تصادف، نقص فنی، درگیری و… را به واحد مدیریت پیام کارفرما اعلام می‌کند و پیمانکار مکلف است فوراً موضوع را بررسی و اقدام لازم را انجام دهد و طی صورت‌جلسهٔ تنظیمی به واحد نظارت اعلام کند.

ن. در صورت ندیدن مددجو در آدرس اعلام‌شده از سوی واحد مدیریت پیام و… کارشناس گشت موظف است موقعیت‌های مجاور آدرس اعلامی را بررسی و نتیجه را به مدیریت پیام کارفرما اعلام کند.

س. در طول اجرای مأموریت واحد گشت ضابط قضایی (مأمور نیروی انتظامی) موظف است ضمن پیاده‌شدن از خودرو، کارشناس گشت را همراهی کند.

ع. کارشناس گشت موظف است مشاهده‌های خود را در گزارش روزانه به‌انضمام مستندات (فیلم و عکس) ثبت و به مدیر اجرایی و کارفرما ارائه کند.

ف. مددجوی مرد قبل از انتقال به داخل خودرو باید توسط مأمور نیروی انتظامی حاضر در گشت تفتیش بدنی شود.

ص. در صورتی که مددجو توسط کلانتری محل جمع‌آوری شده و به سامانهٔ مدیریت پیام کارفرما اعلام شود، کارشناس گشت به کلانتری مربوطه مراجعه کرده و پس از بررسی وضعیت مددجو در صورتی که مددجو از افراد جامعهٔ هدف باشد، او را طی تکمیل فرم‌های صورت‌جلسه با امضای مسئولین اجرایی حاضر در موقعیت تحویل می‌گیرد.

ق. در صورتی که گزارشی مبنی بر حضور خانوادهٔ بی‌سرپناه در سطح شهر از طریق سامانهٔ مدیریت پیام کارفرما دریافت شود، گشت به آن محل مراجعه کرده و پس از مشاهدهٔ مورد اعلام‌شده، بررسی وضعیت و تهیهٔ گزارش، مراتب را به مسئول مربوطه اعلام می‌کند و در صورتی که کارشناس گشت تشخیص دهد که خانواده باید تحت حمایت و اسکان موقت قرار گیرد، ایشان را با هماهنگی واحد نظارت به مراکز پیش‌بینی‌شده تحویل می‌دهد.

ر. به‌منظور مدیریت زمان، واحدهای گشت می‌توانند مددجویان را به واحد گشت تعیین‌شده در محل مشخص برای انتقال به مراکز تحویل دهند.

ش. کارشناس گشت طی هماهنگی با واحد مدیریت پیام کارفرما نسبت به انتقال مددجویان جامعهٔ هدف به مراکز ذی‌ربط اقدام نماید. (مددسرا، سامان‌سرا، مسافرخانه و…)

نوع ارجاع مددجویان شناسایی و جمع‌آوری‌شده توسط واحد گشت در زیر نشان داده شده‌است:

متکدیان بالای ۱۸ سال: سامان‌سراهای تابعه (خاورشهر، لویزان)

کارتن‌خواب: مددسراها

معتادان، بیماران روانی، معلولین: سامان‌سراهای تابعه (خاورشهر، لویزان)

متکدیان و افراد بی‌خانمان زیر ۱۸ سال (پسر): مراکز تابعهٔ سازمان بهزیستی

متکدیان و افراد بی‌خانمان زیر ۱۸ سال (دختر): مراکز تابعهٔ سازمان بهزیستی

افراد گُم‌شده: در صورت شناسایی خانواده، با دریافت رسید به خانواده تحویل داده شود، و در غیر این صورت به سامان‌سراهای تابعه ارجاع شود.

خانواده‌های بی‌سرپناه: نگه‌داری اثاثیه توسط نواحی؛ سامان‌دهی توسط پیمانکار خانواده‌ها

معتادان داوطلب بازپروری: مراکز بهبودی و اقامتی تابعهٔ کارفرما

سایر: بنا به تشخیص کارشناس واحد گشت و کارفرما

#### تاریخچه
دفتر آسیب‌های اجتماعی از زمانی که ادارهٔ کل آسیب‌ها راه‌اندازی شد و حتی پیش از آن در تهران وظیفهٔ گشت‌ها راه به عهده داشت.

### کارکردها

#### ویژگی‌ها
در طرح فوریت‌های خدمات اجتماعی، شناسایی و ساماندهی و ارائهٔ خدمات مناسب به مددجویان بی‌خانمان، کارتن‌خواب‌ها، کودکان کار، کودکان فراری و خانواده‌های بی‌سرپناه از اهمیت ویژه‌ای برخوردار است.

در گشت‌های سازمان خدمات اجتماعی یک مددکار اجتماعی و یک ضابط قضایی از نیروی انتظامی حضور دارند.

#### جهت‌گیری‌ها
واحد گشت در مأموریتی که برایش تعریف شده‌است، با حفظ حرمت افراد و نیز حفظ کرامت‌های انسانی آن‌ها، به شهروندان خدماتی را ارائه می‌کند.

#### آرمان‌ها
تکدی‌گری و بی‌خانمانی در سطح مناطق ۲۲ گانهٔ تهران، امنیت فردی و اجتماعی را کاهش داده‌است. گشت فوریت‌های اجتماعی نواحی آسیب‌خیز را شناسایی و نقشهٔ GIS را تهیه می‌کند. گشت با یافتن متکدیان و بی‌خانمان‌ها و رسیدگی به نیازهایشان، در جهت کاهش آسیب‌های واردشده به آن‌ها قدم برمی‌دارد، از مرگ‌ومیر آن‌ها جلوگیری می‌کند و دسترسی آن‌ها به خدمات ارائه‌شده از سوی سازمان‌های مربوطه را بیشتر می‌کند که درنتیجهٔ این تلاش‌ها امنیت اجتماعی نیز افزایش می‌یابد.

هدف کلی گشت فوریت‌های خدمات اجتماعی، اقدام فوریتی در جهت کنترل و کاهش آسیب‌های اجتماعی است و البته آرمان‌های گشت را نیزمی‌توان به این صورت شرح داد:
- کاهش آسیب‌های اجتماعی ناشی از حضور آسیب‌دیدگان اجتماعی در سطح شهر
- شناسایی اماکن تجمع افراد متکدی و بی‌خانمان (آسیب‌شناسی)
- کمک به سالم‌سازی محیط زندگی شهری از حیث عدم‌حضور متکدیان و بی‌خانمان‌ها
- پیشگیری از آسیب‌های جدی وحیاتی مانند مرگ‌ومیر، بیماری‌های خاص، سوءتغذیه، رفتارهای پرخطر و… برای افراد جامعه هدف در سطح شهر تهران
- انتقال هدفمند افراد جامعهٔ هدف به مراکز، نهادها و سازمان‌ها ذی‌صلاح
- ایجاد بانک اطلاعات

#### کوشش‌ها[۱۷]
دریافت‌کننده‌های خدمات گشت فوریت‌های اجتماعی، افرادی هستند که در معرض آسیب‌ها قرار می‌گیرند و دچار بحران می‌شوند، مانند افراد بی‌خانمان، درراه‌ماندگان، کارتن‌خواب‌ها، متکدیان و… .

گشت فوریت‌های اجتماعی می‌کوشد تا با شناسایی آسیب‌دیده‌ها، ارتباط حرفه‌ای با ایشان برقرار کرده، شأن و منزلت انسانی آن‌ها را حفظ کند و با توانمندسازی، آن‌ها را به آغوش جامعه بازگرداند و سلامت و امنیت جامعه را ارتقا دهد.

##### شیفت‌های کاری
گشت در سه شیفت کاری به افراد آسیب‌دیده رسیدگی می‌کند که عبارت‌اند از:

۱) ساعت ۷:۰۰ تا ۱۴:۰۰؛

۲) ۱۴:۰۰ تا ۲۲:۰۰؛

۳) ۲۲:۰۰ تا ۶:۰۰.

##### محل استقرار گشت‌ها
برای اینکه بُعد مسافت در میان نباشد و دسترسی در کوتاه‌ترین زمان ممکن صورت گیرد، خودروهای گشت در پنج پهنهٔ شهر تهران شمال، جنوب، شرق، غرب و مرکز مستقر هستند. گشت‌ها با مشاهدهٔ میدانی در این پنج پهنه و نیز گزارش‌هایی که مردم از طریق شماره تلفن ۱۳۷ اعلام می‌کنند، به افراد بی‌خانمان خدمت ارائه می‌دهند.

##### خودروها
این خودروها باید همگانی بوده و به تعداد زیاد باشند. جعبهٔ کمک‌های اولیه باید درون ماشین باشد. مجهز به جی‌پی‌اِس یا جی‌پی‌آراِس بوده تا قابلیت رصد با مانیتوریگ را داشته باشد و موقعیت جغرافیایی‌اش مشخص باشد. حتماً باید یک مددکار اجتماعی، یک مأمور نیروی انتظامی که ضابط قضایی هست و یک راننده در ماشین حضور داشته باشند. خودروها باید طوری باشند که امکان فرار مددجو در حین حرکت وجود نداشته باشد. ماشین‌ها باید تهویه و بهداشت مناسب داشته باشند و در وضعیت کرونا مرتب ضدعفونی شوند تا از انتشار ویروس جلوگیری کنند.

##### خدمتگزاران
روان‌شناس، مددکار اجتماعی، پزشک و روان‌پزشک افرادی هستند که با مهارت‌هایشان در فوریت‌های اجتماعی فعالیت می‌کنند. در این میان مددکاران می‌توانند با حرفهٔ خود مشارکت‌های اجتماعی را نیز به ناحیهٔ آسیب‌دیده جلب کنند و مسئولان را نسبت به مشکلات برانگیزند.

##### مشارکت مردمی
خط تلفن ۱۳۷، سامانهٔ فوریت‌های خدمات اجتماعی است که کار فوریتی انجام می‌دهد و شهروندان در صورت مشاهدهٔ افراد کارتن‌خواب و بی‌سرپناه می‌توانند با این شماره تماس بگیرند تا گشت فوریت‌های سازمان در آن ناحیه حاضر شود. سامانهٔ تلفنی ۱۸۸۸ نیز به انتقادها و پیشنهادها رسیدگی و مانند یک اهرم نظارتی بر عملکرد حوزه‌های مختلف در امور شهری عمل می‌کند.

#### میزان اهمیت در جامعه
اهمیت وجود این نهاد در جامعه از دو جنبه ارزیابی می‌شود، یکی اینکه در سال۱۳۸۳ فرد خَیری چند چادر برای افراد بی‌خانمان جور کرد. او برای دل خودش این کار را کرد، تا پیش از او هیچ جای دولتی و نهاد عمومی، شهرداری، بهزیستی و اصلاً هیچ‌کس برای کارتن‌خواب‌ها گرم‌خانه یا مرکز نداشت. یک شب آن چند چادر آتش گرفت و تعدادی از کارتن‌خواب‌ها تلف شدند، در نتیجه اهمیت وجود این نهاد تأمین امنیت افراد بی‌خانمان است. دیگر اینکه در قرآن آمده‌است احیای یک فرد احیای یک جامعه است. اگر این گشت‌ها در سطح شهر نباشند، خیلی از افراد به‌سبب بُعد مسافت به مراکز شبانه مراجعه نمی‌کنند. به‌ویژه در زمستان ممکن است خطراتی برایشان به وجود بیاید. از طرفی حضور این افراد در سطح شهر نیز ممکن است به شهروندان آسیب برساند. چون بیشتر سرقت‌ها در ساعت‌های شب اتفاق می‌افتد و این افراد از بعدازظهر تا فردا صبحش در یک جایی محفوظ هستند و در نتیجه آمار سرقت و جنایت به‌مراتب کاهش می‌یابد.

### رویدادها

#### انحلال و ادغام
شهرداری تهران هشت معاونت تخصصی دارد که یکی از آن‌ها معاونت اجتماعی است. معاونت اجتماعی متناسب با هر حوزه و فعالیتش، اداره‌های کلی را سازمان داده‌است؛ مثل سازمان ورزش. ادارهٔ کل امور آسیب‌های اجتماعی شهرداری تهران که زیرمجموعهٔ معاونت اجتماعی بود، قبلاً به‌طور اختصاصی در حیطهٔ آسیب‌ها فعالیت می‌کرد. بعدها با پِی‌بُردن به حلقه‌های مفقوده‌ای مانند موضوع کارآفرینی و موضوع رفاهی، چندین ستاد با هم تلفیق شدند و سازمان رفاه، خدمات و مشارکت‌های اجتماعی را به وجود آوردند، یعنی با انحلال و ادغامشان در یک هویت جدید. 

#### گردش مالی
بودجهٔ گشت فوریت‌های خدمات اجتماعی را شهرداری تأمین می‌کند.

### پوشش‌دهی رسانه‌ای

#### بازتاب‌های رسانه‌ای
در بیست‌وپنجمین سالگرد ارتحال سیدروح‌الله خمینی، مانوری برگزار شد که طی آن تیم‌های گشت‌زنی به صورت نُه واحد موتوری فعال در دو شیفت هشت صبح تا بیست‌ودو و بیست‌ودو تا هشت صبح در کنار دو واحد گشت موتوری سیار، یک واحد گشت مستقر در جماران، دو واحد مستقر در حرم [حضرت] عبدالعظیم (ع) و شش واحد مستقر در محدوده بهشت زهرا (س) تا حرم مطهر برای ارائه خدمت به آسیب‌دیدگان اجتماعی فعالیت کردند.

در سال۱۳۹۸ شهرداری برای افراد بی‌خانمان، ۳۵ واحد گشت فوریت‌های اجتماعی را فعال کرده‌است که با رصد میدانی مناطق ۲۲ گانه، نواحی آسیب‌خیز را شناسایی می‌کنند و خدمات حمایتی همچون اسکان در گرمخانه‌های تحت‌پوشش را ارائه می‌دهند. پنج واحد گشت نظارت ویژه نیز در سطح پنج پهنهٔ شهر تهران، متشکل از کارشناسان خبرهٔ حوزهٔ آسیب‌های اجتماعی سازمان، ناظر بر خدمات گشت‌ها هستند.
دو گشت ویژه برای جمع‌آوری کارتن‌خواب‌های زن راه‌اندازی شده‌است که مددکار اجتماعی زن در آن حضور دارد.
گشت فوریت‌های اجتماعی شهرداری هر روز به‌طور میانگین ۲۰ متکدی را در تهران جمع می‌کند.

در روزهایی که بارش زیاد و هوا سرد باشد، گشت‌های فوق‌العاده برای جذب کارتن‌خواب‌ها و افراد بی‌سرپناه فعال می‌شوند.

## یادکردها
1. ↑  «آئین‌نامه فوریت‌های اجتماعی» (PDF). بایگانی‌شده از اصلی (PDF) در ۲۵ مه ۲۰۲۱. دریافت‌شده در ۲۵ مه ۲۰۲۱.
2. ↑  «Social Emergency». www.odvv.org. دریافت‌شده در ۲۰۲۱-۰۵-۲۵.
3. ↑  «فوریت اجتماعی چیست و چه وظایفی دارد؟ | نقش فوریتهای اجتماعی در ارائه خدمات و کاهش آسیب در مواقع بروز بلاهای طبیعی». پایگاه اطلاع‌رسانی مددکاران اجتماعی ایران. ۲۰۱۸-۰۲-۰۱. دریافت‌شده در ۲۰۲۱-۰۵-۲۵.
4. 1 2  «اورژانس اجتماعی ۲۱ ساله شد». sobh-eqtesad.ir. دریافت‌شده در ۲۰۲۱-۰۵-۲۵.
5. 1 2 3  «برنامه اورژانس اجتماعی». سازمان بهزیستی. ۲۰۲۰-۰۹-۲۷. دریافت‌شده در ۲۰۲۱-۰۵-۲۵.
6. 1 2  «برنامه اورژانس اجتماعی». سازمان بهزیستی. ۲۰۲۰-۰۹-۲۷. دریافت‌شده در ۲۰۲۱-۰۵-۲۵.
7. ↑  «اورژانس اجتماعی چه خدماتی به مردم ارائه می‌دهد؟ - اخبار اجتماعی تسنیم | Tasnim». خبرگزاری تسنیم | Tasnim. دریافت‌شده در ۲۰۲۱-۰۵-۲۵.
8. ↑  «اورژانس اجتماعی و نقش آن در پیشگیری از وقوع جرم» (PDF). بایگانی‌شده از اصلی (PDF) در ۲۵ مه ۲۰۲۱. دریافت‌شده در ۲۵ مه ۲۰۲۱.
9. ↑  «۳۵ واحد گشت فوریت‌های اجتماعی فعال شد». خبرگزاری سلامت. دریافت‌شده در ۲۰۲۱-۰۵-۲۵.
10. ↑  «برنامه اورژانس اجتماعی». سازمان بهزیستی. ۲۰۲۰-۰۹-۲۷. دریافت‌شده در ۲۰۲۱-۰۵-۲۵.
11. 1 2 3  «پایگاه خدمات اجتماعی». بایگانی‌شده از اصلی در ۱۵ مه ۲۰۲۱. دریافت‌شده در ۲۸ مه ۲۰۲۱.
12. ↑  «راه‌اندازی ۷۰ پایگاه خدمات اجتماعی در حاشیه شهرها». پایگاه خبری افکارنیوز. دریافت‌شده در ۲۰۲۱-۰۵-۲۵.
13. ↑  «بررسی عملکرد شهرداری تهران و نقش مشارکت اجتماعی در حوزهٔ مدیریت آسیب‌های اجتماعی شهری». مرکز مطالعات و برنامه‌ریزی شهر تهران (۱۹۸): ۲۲. ۱۳۹۲.
14. 1 2  «مددکاران در دو شیفت کاری به آسیب‌دیدگان اجتماعی خدمت‌رسانی می‌کنند». اخبار تهران. دریافت‌شده در ۱ فروردین ۱۴۰۰.
15. 1 2  «نوسازی ناوگان گشت‌های خدمات اجتماعی؛ راه‌اندازی دو گشت ویژه جمع‌آوری زنان کارتن‌خواب». پایگاه خبری اعتیاد. ۲۷ مرداد ۱۳۹۵. دریافت‌شده در ۱ فروردین ۱۴۰۰.
16. ↑  «فوریت اجتماعی چیست و چه وظایفی دارد؟». پایگاه اطلاع‌رسانی مددکاران اجتماعی ایران. ۱ فوریه ۲۰۱۸. دریافت‌شده در ۲۴ اسفند ۱۳۹۹.
17. ↑  «۳۵ واحد گشت فوریت‌های اجتماعی فعال شد». خبرگزاری دانشجو. ۳۰ دی ۱۳۹۸. دریافت‌شده در ۲۴ اسفند ۱۳۹۹.
18. ↑  «کسب رتبه برتر سامانه ۱۸۸۸ سازمان رفاه، خدمات و مشارکت‌های اجتماعی». پایگاه خبری‌تحلیلی سیمای اقتصادی. ۸ مهر ۱۳۹۹. دریافت‌شده در ۱ فروردین ۱۴۰۰.
19. ↑  «جمع‌آوری متکدیان تهران آغاز شد». تارنمای مؤسسه همشهری. ۲ اسفند ۱۳۹۴. دریافت‌شده در ۲ فروردین ۱۴۰۰.
20. ↑  «استقرار گشت‌های فوق‌العاده برای جذب کارتن‌خواب‌ها». تارنمای تابناک. ۱ آبان ۱۳۹۸. دریافت‌شده در ۲۵ فروردین ۱۴۰۰.